# Grammatica trasformazionale
In linguistica per grammatica trasformazionale, o grammatica generativo-trasformazionale (TGG), si intende un tipo di grammatica, perlopiù di una lingua naturale, che sia stata sviluppata seguendo la tradizione chomskiana della descrizione linguistica. Il trasformazionalismo è la teoria fondata dal linguista statunitense Noam Chomsky negli anni cinquanta che dà origine alle grammatiche specificamente trasformazionali.

## Trasformazionalismo e strutturalismo
La nuova teoria prende l'avvio da una critica fatta dallo studioso allo strutturalismo. Chomsky infatti sostiene che allo strutturalismo è sfuggito un problema fondamentale, ossia quello della creatività del linguaggio. Egli afferma che per poter comprendere il funzionamento di una lingua non è sufficiente scoprirne la struttura, come non basta descrivere i componenti e i rapporti che intercorrono tra essi, né analizzarli e classificarli.
Lo strutturalismo, secondo Chomsky, non sa rispondere alla domanda: "come avviene che i parlanti di una lingua sono in grado di produrre e di comprendere un numero indefinito di frasi che non hanno mai udito prima o che addirittura possono non essere mai state pronunciate prima da qualcuno?". A questa domanda Chomsky risponde asserendo che esiste una "creatività" governata da regole per la quale vengono continuamente "generate" nuove frasi; pertanto la capacità linguistica che ciascun parlante possiede non è fatta solamente di un insieme di parole, espressioni e frasi, ma è un insieme di regole ben definite e di principi.
La teoria di Chomsky, nell'affermare che la grammatica è una competenza mentale posseduta dal parlante che gli permette di formare infinite frasi, si basa quindi sulla conoscenza innata dei principi universali che regolano la creazione del linguaggio. Si viene così ad affermare il concetto di innatismo del linguaggio. Combinando le parole in modi diversi possiamo dire una moltitudine di cose diverse. Parti significative dei messaggi linguisticamente espressi sono di natura astratta e non sensoriale. Tale varietà espressiva dell'uso linguistico implica che il cervello di chi impiega il linguaggio contenga principi grammaticali inconsci. Ne è una prova la capacità dell'essere umano di produrre e comprendere un numero pressoché infinito di enunciati sempre nuovi e mai sentiti prima.

## Struttura profonda e struttura di superficie
Chomsky sostiene che solamente un esame delle strutture profonde del linguaggio può dare il vero significato di ciò che appare esternamente, e che le strutture superficiali non sono sufficienti a togliere l'ambiguità ad alcune frasi. La struttura profonda rappresenta il nucleo delle relazioni semantiche di una frase e si riflette attraverso trasformazioni nella struttura di superficie (che segue molto da vicino la forma fonologica della frase). Ciò che permette di trasformare le frasi è solamente la competenza del parlante.
In una trasformazione passiva, per esempio, il significato della frase "trasformata" è uguale a quello della frase di partenza:
| Trasformazione passiva il ragazzo mangia la mela diventa la mela è mangiata dal ragazzo |

Oppure in una trasformazione nominale, una frase verbale si trasforma in una frase nominale:
| Trasformazione nominale le automobili circolano diventa la circolazione delle automobili |

Queste sono alcune delle regole che appartengono alla competenza del parlante. La competenza è quindi il sistema di regole che è nella mente del parlante e che costituisce il suo sapere linguistico. Al concetto di langue dello strutturalismo si oppone il concetto di competenza del trasformazionalismo, al concetto di parole si oppone quello di esecuzione.
Chomsky credeva che ci sarebbero state somiglianze notevoli tra le strutture profonde delle lingue e che queste strutture avrebbero rivelato proprietà comuni a ogni lingua nascoste dalle loro strutture di superficie. Tuttavia, questo non fu probabilmente il motivo principale per cui pensò di introdurre la struttura profonda. Le trasformazioni erano già state proposte ancora prima dello sviluppo della struttura profonda in quanto mezzo per incrementare la forza matematica e descrittiva delle grammatiche libere dal contesto. In maniera del tutto analoga, la struttura profonda è stata messa a fuoco principalmente per ragioni tecniche relative alle prime teorie semantiche. Chomsky enfatizza l'importanza degli strumenti matematici formali moderni nello sviluppo della teoria grammaticale:
(Aspetti della Teoria della Sintassi, p. 8)

## Sviluppo dei concetti base
Sebbene le trasformazioni continuino a essere importanti nella attuale teoria di Chomsky, egli ha abbandonato la nozione originale di Struttura profonda e di superficie. Inizialmente sono stati introdotti due livelli aggiuntivi di rappresentazione (LF — Logical Form - forma logica, e PF — Phonetic Form - forma fonetica), e in seguito, nel 1990 Chomsky ha abbozzato un nuovo programma di ricerca noto come Minimalismo, nel quale la struttura profonda e quella superficiale non sono state più prese in considerazione e la PF e LF sono rimasti i soli livelli di rappresentazione.
Per complicare la comprensione dello sviluppo della teoria di Noam Chomsky, il significato preciso di Struttura Profonda e Superficiale è stato modificato nel tempo — negli anni 70, le due strutture erano normalmente indicate semplicemente con D-Structure e S-Structure — dai linguisti chomskiani. In particolare, è dello stesso periodo l'idea che il significato di una frase sia determinato dalla Struttura Profonda (prendendo le sue conclusioni logiche dalla semantica generativa), idea che è stata in seguito eliminata dai linguisti chomskiani quando LF ne ha ripreso il ruolo (precedentemente, Chomsky e Ray Jackendoff avevano iniziato a chiarire che il significato era determinato sia dalla struttura profonda che da quella superficiale).

## Conoscenza linguistica innata
Termini quali "trasformazione" possono dare l'impressione che 
le teorie della grammatica generativo-trasformazionale siano intese come un modello per i processi attraverso cui la mente umana costruisce e comprende frasi. Chomsky chiarisce che nei fatti così non è: una grammatica generativa forma soltanto la conoscenza che soggiace alla capacità umana di parlare e comprendere. Una delle più importanti idee di Chomsky è che gran parte di questa conoscenza è innata, di modo che un infante può avere un vasto corpus di conoscenza precedente circa la struttura del linguaggio in generale, e ha solo bisogno di apprendere concretamente gli elementi di eccentricità della lingua cui è esposto.
Chomsky non è stata la prima persona a suggerire che tutte le lingue abbiano alcuni aspetti fondamentali comuni (egli stesso cita filosofi che hanno scritto diversi secoli fa condividendo la sua stessa idea fondante), ma ha contribuito piuttosto a riabilitare l'innatismo dopo un periodo dominato da approcci verso il linguaggio di carattere spiccatamente comportamentale. Forse ancor più significativamente, egli ha avanzato ipotesi concrete e tecnicamente sofisticate sulla struttura del linguaggio, e ha proposto interessanti metodi per la valutazione del successo delle teorie della grammatica.
Chomsky si spinge fino ad affermare che l'infante non ha affatto bisogno di imparare nessuna "regola" specifica di una particolare lingua. Piuttosto, va presunto che tutte le lingue seguano lo stesso insieme di regole, sebbene gli effetti di tali "regole" e le interazioni tra esse possano variare grandemente, in funzione di alcuni "parametri" linguistici universali. Questa è un'affermazione molto arrischiata dell'attuale teoria del linguaggio di Chomsky, ed è una delle differenze più pregnanti – e sottili – rispetto alla quasi totalità delle altre.

## Teorie grammaticali
Negli anni Sessanta, Chomsky introdusse due idee cardine di rilevante importanza per la costruzione e la valutazione di teorie della grammatica. La prima consiste nella distinzione tra competenza (competence) e esecuzione (performance). Egli sottolineò l'ovvio fatto che le persone, quando parlano nel mondo reale, spesso fanno errori linguistici (come per esempio cominciare una frase e lasciarla a metà). Argomentò che tali errori nell'esecuzione linguistica fossero irrilevanti per lo studio della competenza linguistica (il sapere che permette alle persone di formare e comprendere espressioni grammaticali). Pertanto, il linguista può studiare una versione idealizzata della lingua, semplificando grandemente l'analisi linguistica (vedere più avanti la sezione grammaticalità).
La seconda idea era direttamente legata alla valutazione delle teorie della grammatica. Chomsky pose una distinzione tra grammatiche che raggiungessero adeguatezza descrittiva e quelle che si spingessero fino a raggiungere adeguatezza esplicativa. Una grammatica descrittivamente adeguata per una determinata lingua definisce la classe (infinita) delle espressioni grammaticali in quella lingua, descrive cioè la lingua nella sua interezza. Una grammatica che pervenga all'adeguatezza esplicativa ha la caratteristica aggiuntiva di consentire la comprensione delle strutture mentali del linguaggio, cioè non solo descrive la grammatica della lingua, ma elabora ipotesi su come la conoscenza linguistica sia mentalmente rappresentata. Per Chomsky, la natura di tali rappresentazioni mentali è in larga misura innata, sicché se una teoria grammaticale è esplicativamente adeguata deve essere in grado di spiegare le sfumature grammaticali delle lingue del mondo come variazioni relativamente minori del modello universale della lingua umana.
Chomsky perciò argomentò che, anche se i linguisti sono ancora ben lontani dal formare grammatiche descrittivamente adeguate, i progressi in termini di adeguatezza descrittiva potranno avvenire solo a patto che essi si pongano come obiettivo l'adeguatezza esplicativa. In altri termini, la vera comprensione delle strutture delle lingue individuali può essere raggiunta solo attraverso lo studio comparativo di una vasta gamma di lingue, postulando che esse siano tutte intessute della stessa stoffa.

## "I-lingua" ed "E-lingua"
Nel 1986 Chomsky propose una distinzione tra I-lingua ed E-lingua, simile, ma non identica, alla distinzione tra competenza ed esecuzione. L'I-lingua rappresenta l'oggetto di studio nella teoria della sintassi, ed è la conoscenza linguistica mentalmente rappresentata che ha il parlante della sua lingua nativa; pertanto è un oggetto mentale (da questo punto di vista, gran parte della linguistica può essere ricompresa nella psicologia). L'E-lingua, dal canto suo, abbraccia ogni altra nozione intorno a ciò che un linguaggio sia: per esempio, che esso sia un corpo di conoscenze sulle abitudini di comportamento condiviso da una comunità. Il concetto di E-lingua non è un concetto coerente in sé e Chomsky afferma che nozioni di questo genere non sono utili nello studio della conoscenza linguistica innata – cioè, nei suoi termini, della competenza – anche ove tali nozioni possano sembrare sottili e intuitive, e siano effettivamente utilizzabili in altre aree di indagine. La competenza, egli afferma, può essere studiata solo trattando le lingue come oggetti mentali.

## Grammaticalità
Chomsky afferma che le nozioni di grammaticale e non grammaticale possono essere definite in maniera utile e significativa. Di contro, un irriducibile linguista comportamentista potrebbe ribattere che il linguaggio può essere studiato solo attraverso la registrazione o trascrizione di un discorso reale, dato che il ruolo del linguista deve essere quello di cercare schemi riconoscibili nei discorsi sottoposti ad analisi, e non quello di formulare ipotesi sul motivo per cui tali schemi ricorrano, o di etichettare determinate espressioni come grammaticali o non grammaticali (in altri termini, appartenenti alla lingua o no).

Anche se pochi linguisti negli anni Cinquanta presero una posizione così radicale, Chomsky può essere rappresentato come un estremista opposto, dal momento che definì la grammaticalità in una maniera mentalistica, del tutto inusuale per quei tempi. Egli afferma infatti che l'intuizione che ne ha un parlante madrelingua è sufficiente a definire la natura grammaticale di una frase; cioè a dire, se un determinato flusso di parole inglesi sollecita in un individuo che parla inglese dalla nascita un doppio senso, o la sensazione che in esso vi sia qualcosa di sbagliato, si può sostenere che il flusso sia non grammaticale (posto che i diversi fattori esterni che possono influenzare un'intuizione possano essere esclusi). Questo, sostiene Chomsky, è cosa completamente diversa dalla questione che una frase abbia un significato o possa essere compresa. È ben possibile per una frase essere grammaticale eppure priva di senso, come nel famoso esempio dello stesso Chomsky, in cui "verdi idee senza colore dormono furiosamente" (Colorless green ideas sleep furiously). Ma queste espressioni mostrano un problema linguistico ben distinto da quello posto da (non)-frasi significative ma non grammaticali, quali "signore il morde sandwich il", il cui significato è sufficientemente chiaro, ma che nessun madrelingua accetterebbe come ben formate.

L'uso di giudizi così intuitivi esonera gli studiosi della sintassi dal condurre l'analisi di una lingua partendo da un corpus di discorsi reali, dal momento che li mette in condizione di studiare le proprietà grammaticali di frasi anche molto ingarbugliate. Senza un tale cambio di prospettiva filosofica, la costruzione di grammatiche generative sarebbe stata quasi impossibile, giacché sono spesso i tratti relativamente meno chiari e meno usati di una lingua quelli che offrono ai linguisti indizi circa la sua struttura, e nei discorsi quotidiani è ben difficile trovare buoni esempi di tali tratti.

## Minimalismo
Dalla metà degli anni Novanta fino ai primi anni del nuovo secolo, molta della ricerca sulla grammatica trasformazionale è stata ispirata dal minimalismo linguistico di Chomsky. Il "Programma Minimalista" mira all'ulteriore sviluppo di concetti correlati all'economia della derivazione e all'economia di rappresentazione, che hanno cominciato a essere significative nei primi anni Novanta, pur rimanendo aspetti piuttosto periferici della teoria trasformazionale. 
- L'economia di derivazione è un principio che postula che i movimenti (cioè le trasformazioni) avvengono solo al fine di rendere interpretabili tratti linguistici che non lo sono. Un esempio di tratto interpretabile è la flessione plurale sui sostantivi regolari in inglese, come nella parola dogs. La parola (cani) può essere usata soltanto in riferimento ad alcuni cani, non un singolo animale, e dunque questa inflessione contribuisce a dare senso a ciò che si sta dicendo, rendendolo interpretabile. La flessione compare anche nei verbi inglesi, in accordo col numero dei soggetti (per esempio, "dogs bite" (i cani mordono) di contro a "dog bites" (il cane morde), ma nella gran parte delle frasi questa flessione si limita a duplicare l'informazione numerica già espressa dal sostantivo soggetto, ed è perciò ininterpretabile.
- L'economia di rappresentazione è il principio per cui le strutture grammaticali sono presenti a giusto titolo, cioè la struttura di una frase non dovrebbe essere più grande o complessa di quanto necessario a soddisfare gli obblighi grammaticali.

Così descritte, entrambe le nozioni risultano piuttosto indefinite, e tuttavia una loro più precisa formulazione è oggetto di controversie. Un ulteriore aspetto del pensiero minimalista è il concetto che la derivazione delle strutture sintattiche dovrebbe essere uniforme, cioè a dire le regole non dovrebbero essere fissate per applicazione in punti arbitrariamente scelti di una derivazione, ma invece applicate attraverso derivazioni. L'approccio minimalista alla struttura della frase ha prodotto la "struttura della nuda frase", un tentativo per eliminare la teoria x-barra. Nel 1998, Chomsky ha suggerito che le derivazioni procedono in "fasi". La distinzione tra struttura profonda e struttura superficiale è assente nelle teorie minimaliste della sintassi, e le più recenti teorie fondate sul concetto di "fase" convengono di non considerarle nemmeno livelli unitari di rappresentazione.

## Rappresentazione matematica
Tornando a un più generale concetto matematico di grammatica, un importante aspetto di tutte le grammatiche trasformazionali è che esse sono più potenti delle grammatiche libere da contesto. Il concetto è stato formalizzato da Chomsky stesso nella gerarchia di Chomsky. Egli sostiene che sia impossibile descrivere la struttura delle lingue naturali con grammatiche libere da contesto. La sua posizione in generale contraria a riconoscere libertà dal contesto nelle lingue naturali è rimasta ferma da allora, anche se gli esempi specifici da lui addotti in merito all'inadeguatezza delle grammatiche libere da contesto - in termini di insufficiente capacità generativa - siano stati più tardi confutati
.